# Taufkirchen (Vils)
Taufkirchen (Vils) – miejscowość i gmina w Niemczech, w kraju związkowym Bawaria, w rejencji Górna Bawaria, w regionie Monachium, w powiecie Erding. Leży około 18 km na północny wschód od Erdinga, nad rzeką Vils, przy drodze B15, B388 i linii kolejowej Monachium – Velden.

## Demografia
| Rok  | Liczba mieszk. |
| ---- | -------------- |
| 1939 | 1 765          |
| 1950 | 2 735          |
| 1960 | 3 759          |
| 1970 | 5 044          |
| 1972 | 7 893          |
| 1990 | 7 979          |
| 1996 | 8 256          |
| 2003 | 8 808          |
| 2006 | 9 405          |
| 2007 | 8 967          |

Dane o ludności z 31 grudnia 2008:
| Opis                                | Ogółem | Ogółem | Kobiety | Kobiety | Mężczyźni | Mężczyźni |
| ----------------------------------- | ------ | ------ | ------- | ------- | --------- | --------- |
| Jednostka                           | osób   | %      | osób    | %       | osób      | %         |
| Populacja                           | 8905   | 100    | 4409    | 49,51   | 4496      | 50,49     |
| Wiek przedprodukcyjny (0–17 lat)    | 1675   | 18,81  | 827     | 9,29    | 848       | 9,52      |
| Wiek produkcyjny (18–65 lat)        | 5586   | 62,73  | 2680    | 30,1    | 2906      | 32,63     |
| Wiek poprodukcyjny (powyżej 65 lat) | 1644   | 18,46  | 902     | 10,13   | 742       | 8,33      |

## Polityka
Wójtem gminy jest Franz Hofstetter z CSU, rada gminy składa się z 20 osób.
|      | CSU | SPD | EM | FW | REP | WGGW | ödp | Razem |
| 2008 | 7   | 2   | 3  | 4  | 2   | 2    | -   | 20    |
| 2002 | 8   | 2   | 3  | 2  | 3   | 1    | 1   | 20    |